# Comté de Benton (Minnesota)
Pour les articles homonymes, voir Comté de Benton.
Le Comté de Benton est un comté de l'État du Minnesota aux États-Unis. Il comptait 41 379 habitants en 2020. Son chef-lieu est Foley.